# Sarah Dunant
Sarah Dunant, född Linda Dunant 8 augusti 1950 i London, England, är författare till ett flertal internationella bästsäljare, bland annat The Birth of Venus och In the Company of the Courtesan.
Dunant studerade vid Godolphin and Latymer School i Hammersmith, London och läste historia vid Newnham College, Cambridge och har arbetat med teater, radio och TV. The Birth of Venus har filmatiserats.

## Tidig karriär
Dunant började med att skriva i magasin som Spare Rib och många andra publikationer. Som programledare var hon värd för The Late Show på BBC2 och har också presenterat Woman's Hour och A Good Read på BBC Radio 4.

## Verk
Dunants verk spänner över ett flertal genrer och år, från hårdkokta detektivromaner till historiska thrillers. Hennes berättelser är svåra att kategorisera på grund av hennes innovativa användning av tid och rum. Ett av hennes romangrepp är att hon berättare två eller flera handlingar parallellt, som hon till exempel gör i Mapping the Edge. 

### Hannah Wolfe
Dunant har skapat den kvinnliga privatdetektiven Hannah Wolfe som förekommer i trilogin Birth Marks, Fatlands och Under My Skin. I Birth Marks skall Hannah utreda en ung gravid kvinnas död och dras in i en historia som behandlar etiken omkring surrogatmammor. I Fatlands spelar Hannah barnflicka till en forskares besvärliga tonårsdotter. Då hon utreder Vandamed Corporation kläms hon mellan etiken i storskaliga djurförsök och djurrättsaktivister. I Under My Skin hamnar Hannah på ett hälsohem och då hon undersöker en serie sabotage, konfronteras hon med frågor om skönhetsindustrin och kvinnors relationer till sina kroppar. Hannah själv är en hårdkokt, tuff karaktär som kan jämföras med Sara Paretskys V.I. Warshawski och Cordelia Grey i P.D. James verk, men hon är närmare Ellery Queen, Georges Simenons kommissarie Maigret eller Dashiell Hammetts Sam Spade i sin attityd till sitt jobb och i känslan av hennes karaktär.

### Utgivet på svenska
- Hämndens änglar 1985
- Övergrepp 1997
- In under huden 1998
- Venus födelse 2003
- I kurtisanens sällskap 2007

## Priser och utmärkelser
- The Silver Dagger 1993 för Fatlands